# Benrath

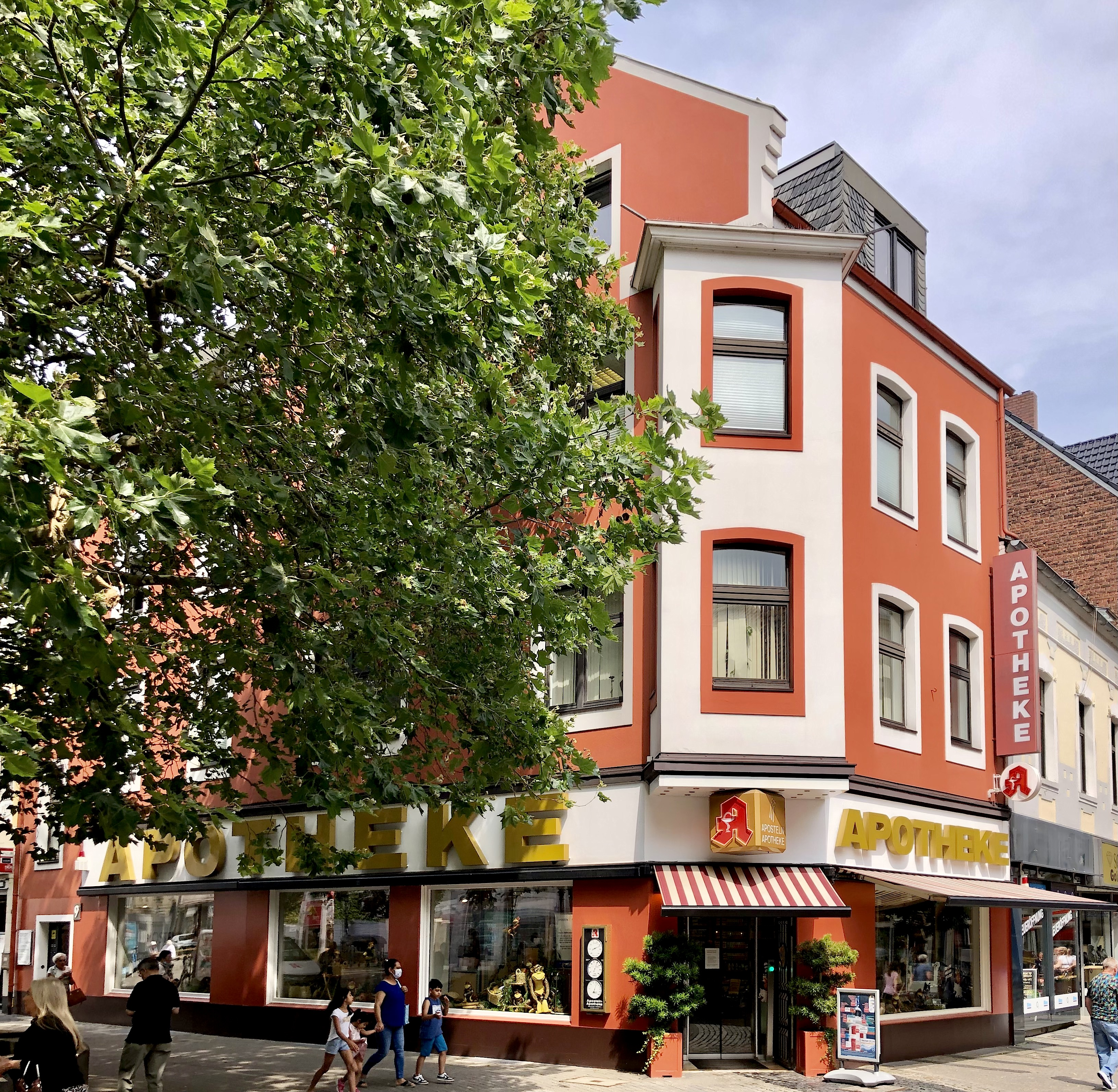
Apotheke am Marktplatz

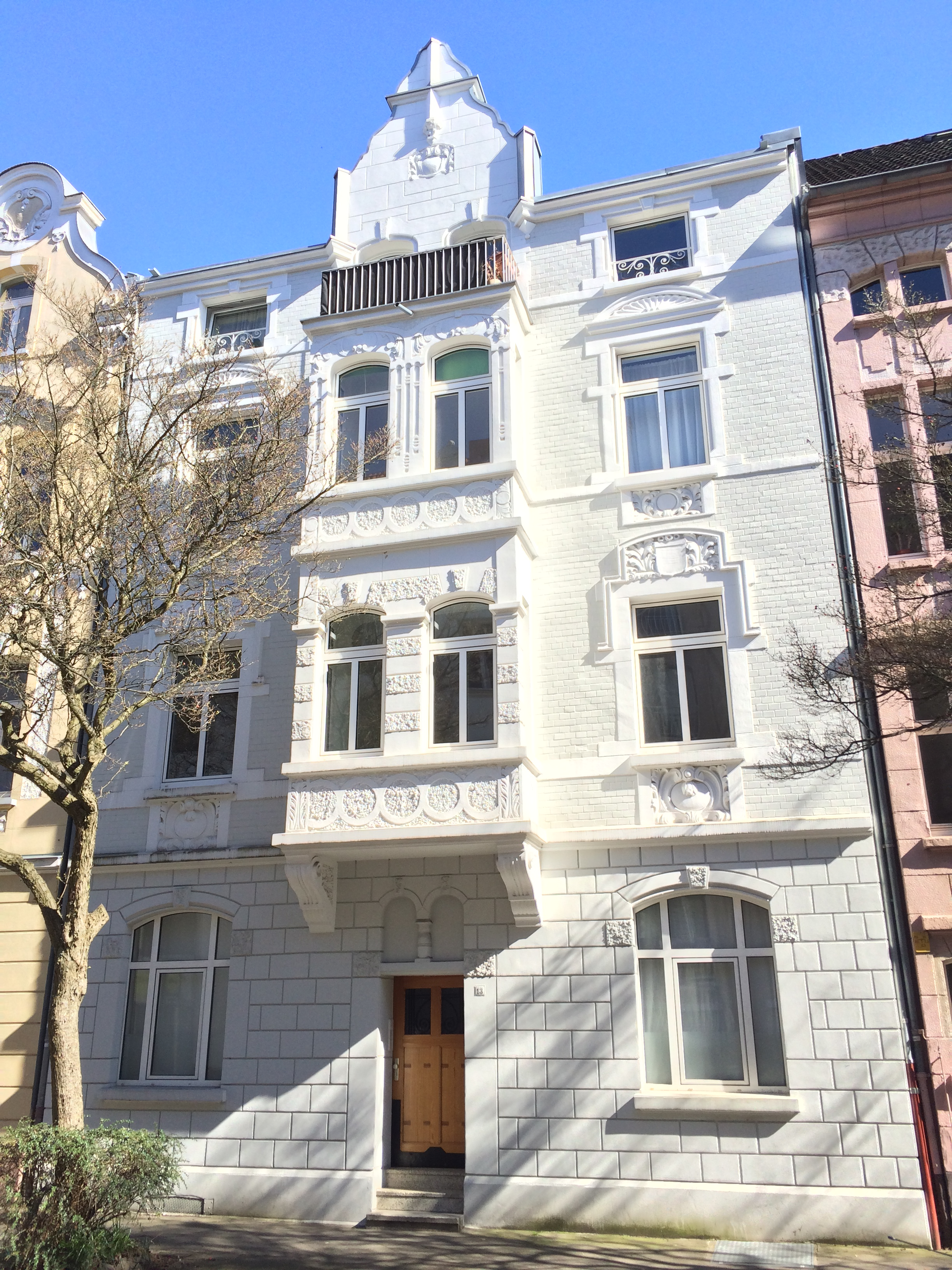
Jugendstilbebauung (Sophienstr. 13)

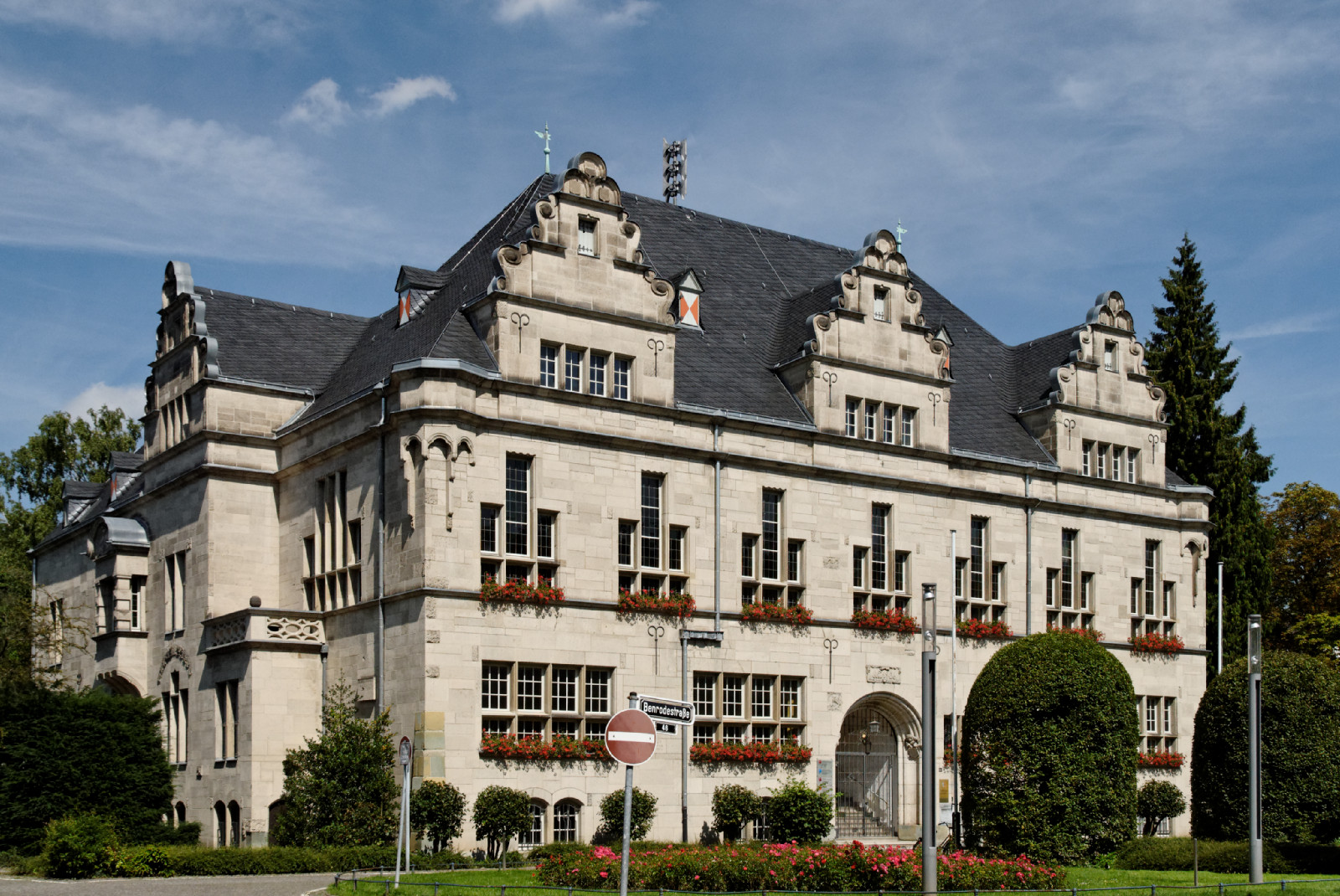
Rathaus

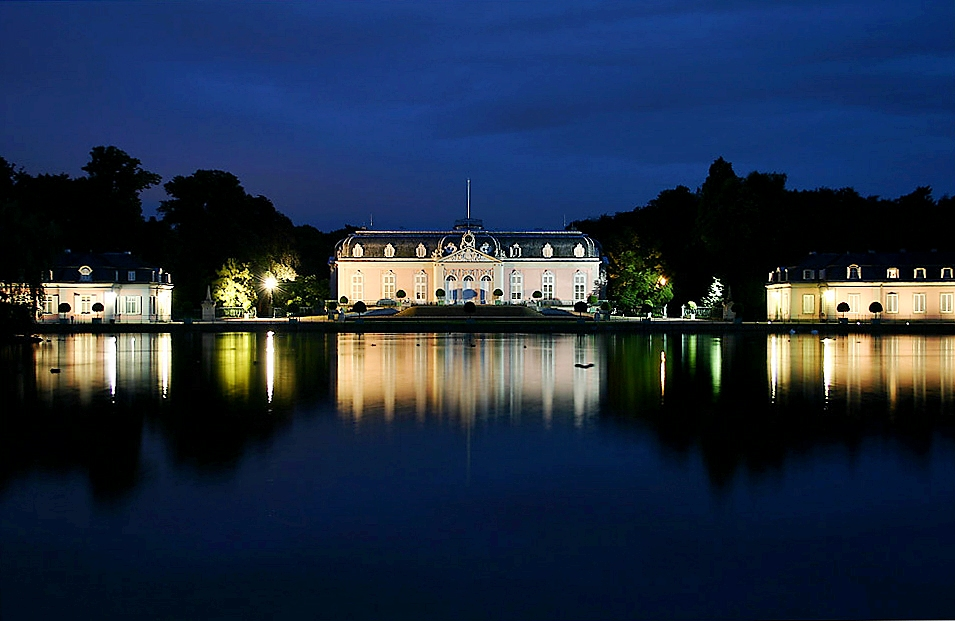
Schloss Benrath von Norden mit Schlossweiher

Benrath ist einer der südlichen Stadtteile Düsseldorfs und liegt am Rhein und an der Itter (Bachlauf aus dem Bergischen Land; entspringt bei Gräfrath). Benrath gehört zum Stadtbezirk 9 der Stadt Düsseldorf und erstreckt sich auf einer Fläche von 6,02 Quadratkilometern mit 16.751 Einwohnern (31. Dezember 2018). Das entspricht einer Bevölkerungsdichte von 2783 Einwohnern pro Quadratkilometer.

## Lage
Benrath liegt im Süden Düsseldorfs. Benachbarte Stadtteile sind im Norden Reisholz und Hassels, im Westen Holthausen und im Süden Urdenbach, Hellerhof und Garath. Im Osten grenzt Benrath an die Stadt Hilden im Kreis Mettmann.

## Geschichte

### Entwicklung bis um 1800
Ursprünglich wurde die Gegend um das heutige Benrath noch „Rode“ („Rodung“ oder „gerodetes Gebiet“), auch „Roide“ (mit Dehnungs-i) genannt. Der Name Benrath leitet sich von Benrode ab. In einer Urkunde von 1210 wird ein Gerlacus de Rode als einer der Zeugen angegeben. 1222 wird erstmals der Name Benrode in einer Kölner Urkunde verwendet. Ein „Everhardus de Benrode“ wird ebenfalls als Zeuge aufgeführt. Dieser wird auch in weiteren Schriftstücken von 1224, 1227 und 1241 erwähnt. In Urkunden von Ende des 14. Jahrhunderts wird häufiger statt „Benrode“ der Namen „de Royde“ oder „von Royde“ verwendet.
Neben den Edelherren de Benrode gab es im 13. Jahrhundert mindestens noch ein weiteres adeliges Geschlecht im Gebiet von Benrath, das „lehnfreien“ Besitz besaß. In einer Urkunde von 1299 bestätigen fünf Schöffen von Neuss, dass zwei Söhne des Ritters Tilmann Kase ihr geerbtes Allodialgut Kappel in „Rayde“ der Äbtissin und dem Convent zur hl. Klara in Neuss verkauft haben. Das Gut umfasste Gebäude, Scheunen, 3 Mansen Ackerland (180 Morgen), 5 Morgen Wiesen und 3 Morgen Wald. Lediglich für 12 Morgen des Ackerlandes waren ein Zehnt an den Haupthof Mickel zu zahlen.
Seit 1330 ist der zeitweilige Aufenthalt der Grafen von Berg im Bereich der ehemaligen Burg der Herren „de Benrode“ in Benrath urkundlich belegt. Der Besitz muss zu diesem Zeitpunkt bereits von den Grafen von Berg übernommen worden sein, da das Besitzrecht an der Burg Benrath auch erwähnt wird.
Die Herren von Benrode siedelten linksrheinisch erneut und nannten sich dann lt. Urkunde vom 24. März 1410 „van Scheven“. In einer weiteren Urkunde vom 4. April 1414 werden die Brüder Godart und Johan „van Benroide gnant van Scheven“ angeführt.
1405 wurde der Burghof, entstanden aus der Burg der Herren de Benrode, der Witwe von Herzog Wilhelm II, Anna von Baiern, als Witwensitz übertragen. Dieser Burghof lag etwas östlicher als der heutigen Schlosshof, der im Bereich der Orangerie liegt. Diese dagegen ist der verbliebene Teil eines von 1651 bis 1674 gebauten neuen Wasserschlosses. Dieses wiederum wurde in der 2. Hälfte des 18. Jahrhunderts weitgehend für ein neues Schloss Benrath abgerissen. Der alte auf die ursprüngliche erste Burg der Herren de Benrode zurückzuführende Burghof wurde 1778 abgebrochen und danach der heutige Schlosshof neu errichtet.
Noch zu Beginn des 14. Jahrhunderts war der gesamte Flurbereich des heutigen Düsseldorfer Stadtbezirkes 9 dünn besiedelt. In der näheren Umgebung von Benrath gab es diverse Rittersitze, wie Elbroich, Eller, Garath, Horst, Mickeln und Overheid sowie mehrere größere Bauernhöfe. Diese Höfe sind vermutlich ursprünglich zum Teil auch Rittergüter oder Adelshöfe gewesen. Nachfolgend einige wichtige Höfe mit Angabe der Jahreszahl für die 1. vorliegenden Urkunden: der Buscher Hof (1617), der Buchholzer Hof (1438), der Fronhof (904), der Hellerhof (1447), der Kappeler Hof (1299), der Niederheider Hof (15. Jahrhundert), der Növener Hof (1392), und der Pfarr- oder Wiedenhof (1610).
Nur der Niederheider Hof, heute zu Holthausen und der Fronhof, heute zu Himmelgeist gehörig, sind noch vorhanden. An die anderen Höfe erinnern nur noch Straßennamen. Der Fronhof ist von besonderem Interesse, da er die älteste im Düsseldorfer Süden schriftlich nachweisbare Siedlungsstelle ist. Er ist aus einem Königsgut der Karolinger hervorgegangen. In einer Urkunde, datiert 2. August 904, wurde der Hof von Ludwig IV, dem Kind dem Stift in Kaiserswerth zur ständigen Präbende (Pfründe) überlassen.
Das Dorf Benrath entstand langsam parallel zur Entwicklung der Benrodschen Burg, deren Umbau zu einer Wasserburg (1484), dem nachfolgenden Bau eines Wasserschlosses (Fertigstellung 1674) und des späteren sommerlichen Jagd- und Lustschlosses Benrath (Baubeginn 1756). Während die Kirche in Benrath schon 1299 schriftlich belegbar ist, werden erst 1405 in einer Urkunde von Herzog Wilhelm I. sowohl Schloss wie auch eine Ortschaft Benrath angeführt.
Der Siedlungsbereich Benrath war bis etwa Ende des 18. Jahrhunderts anderen damals bedeutenderen Gemeinden im näheren Umkreis untergeordnet. In einer Urkunde von 1555 wird für 1363 die Zugehörigkeit für das Gerichtsgebiet Amt Monheim folgendes angeführt: Das Unteramt Monheim war zuständig für: Bilk, Hamm und Himmelgeist. Zu Himmelgeist gehörten Benrath und Itter. Urdenbach wird dagegen beim Oberamt Monheim angegeben.
Im 16. Jahrhundert wird Benrath in Urkunden von 1507 und 1523 dem Gerichtsbereich up der Vrdenbach oder auch bei der Vyrdenbach zugerechnet. Zu Beginn des 18. Jahrhunderts gehörte Benrath wieder zum Unteramt Monheim, während Urdenbach unverändert zum Oberamt gehörte.

Gebiet Benrath um 1715

In einfachen Plänen, um 1715 und um 1850 gezeichnet, sind immer noch wenige Gebäude im Bereich der heutigen Börchem- und Hauptstraße dargestellt. Im Plan von 1715 ist aber bereits eine Pfarrkirche St. Cäcilia eingetragen. Von der Kirchengemeinde Benrath sind auch ältere Urkunden vorhanden. Die älteste stammt von 1299. In dieser wird bereits eine Kirche St. Cäcilia in Benrath erwähnt. Im Kaufvertrag des Kappeler Hofes durch das Klarissenstift in Neuss wurde angeführt, dass der Hof verpflichtet war, der „Pfarre in Royde“ für die Beleuchtung Wachs beizustellen. In einem weiteren Schriftstück, datiert 28. Oktober 1609, wird einem Vizekurat der Kirche zu Benrath, Conradus vam Dham de Wanckum, eine Abfindung zugesprochen.
Eine stärkere Aufwertung der Gemeinde Benrath im Vergleich zu den Nachbarorten begann Ende des 18. Jahrhunderts mit dem Bau des heutigen Jagdschlosses und mit den Veränderungen in der Napoleonischen Zeit. Am 15. März 1806 wurde das Herzogtum Berg an den Schwager Napoleons, Joachim Murat, vergeben. Dieser wählte Schloss Benrath als seine Residenz. Mit einem Dekret vom 13. Oktober 1807 wurde das Amt Monheim durch den Kanton Richrath abgelöst. 1808 gehörten hierzu vier Munizipalitäten. Eine der vier war Benrath mit den Ortschaften: Garath, Himmelgeist, Holthausen, Itter, Urdenbach und Wersten.
Nach Ende der Franzosenzeit 1813 gehörte das Generalgouvernement Berg von November 1813 bis April 1815 zuerst provisorisch und danach entsprechend den Beschlüssen des Wiener Kongresses endgültig zu Preußen. Zum 15. April 1814 wurde eine Samtgemeinde Benrath laut Verfügung gebildet. Die Gemeinden Eller und Hilden waren neben den Ortschaften von 1808 in dieser Gemeinschaft zusätzlich enthalten. Groß-Benrath entsprach, sieht man von Eller und Hilden ab, damit bereits im Umfang dem Gebiet, das bis zum Ausscheiden von Wersten 1908 nach Düsseldorf gültig war.

### Groß-Benrath
Seit der Bildung des Kantons Richrath durch die Franzosen war Benrath als eine der vier Munizipalitäten Hauptgemeinde im heutigen Düsseldorfer Süden geworden. Dies änderte sich nicht, als das Rheinland nach 1813 und ab 1815 offiziell zu Preußen gehörte. Dieses übernahmen die französische Verwaltungsstruktur ohne weitgehende Veränderung. Zur Bürgermeisterei Benrath gehörten die Landgemeinden Benrath, Garath, Himmelgeist-Wersten, Itter-Holthausen und Urdenbach.
Der bereits 1808 unter den Franzosen als Bürgermeister (französisch: Maire) eingesetzte Peter Urkhaus, der Pächter des Schlosshofes war, behielt dieses Amt bis 1814. Er wurde von Nicolas von Pigage abgelöst, der in der französischen Zeit bereits 1. Beigeordneter der Mairie Benrath gewesen war. Außer in Benrath war Nicolas von Pigage in Personalunion zugleich Bürgermeister der Bürgermeisterei Hilden. Als Bürgermeister in Benrath folgten 1819–1822 Hermann Leven und 1822–1842 Franz Albert Schieß.
1842 endete die Personalunion zwischen den Bürgermeistereien Benrath und Hilden. Am 23. Juli 1845 trat die Rheinische Landgemeindeordnung in Kraft, die hinsichtlich der zugehörigen Gemeinden keine Veränderungen für die Bürgermeisterei Benrath brachte. Die weiteren Bürgermeister ab 1843 waren: bis 1864 Peter Urban Leven, 1865–1893 Hermann Josten und 1894–1906 Michael Steinhauer.
Aus der ersten großen Gebietsrevision für Düsseldorf 1908/1909, bei der diverse Landgemeinden nach Düsseldorf eingemeindet wurden, ging Benrath noch gestärkt hervor. Die Zahl der Einwohner im Bereich der Bürgermeisterei Benrath mit Garath und Himmelgeist-Wersten betrug 1908 23.634 Personen und davon 10.258 im Bereich von Benrath.
Allerdings trennte sich die Gemeinde Wersten zum 1. April 1908 bereits vom Verbund mit Benrath und Himmelgeist folgte 1909, da am 5. Februar der Eingemeindungsvertrag mit Düsseldorf unterzeichnet wurde. Die bisher selbständigen Landgemeinden in der Landbürgermeisterei Benrath wurden in einem Erlass des Kaisers Wilhelm II. vom 21. April 1908 zur Landgemeinde Benrath zusammengefasst. Lediglich Garath war von der Zusammenlegung nicht betroffen. Die Bürgermeisterei Benrath bestand nun aus den zwei selbständigen Einzelgemeinden Benrath und Garath. Groß-Benrath, wie die Bewohner diese nannten, war gebildet worden. Zum gleichen Zeitpunkt wurden für Benrath die Gemeindegrenzen im Nordosten geändert. Wersten trat das restliche Gebiet am Hallbusch an Holthausen und Eller das Gebiet Steele ab der Altenbrückstraße an Hassels ab. Diese beiden Gemeindeteile gehörten zu Groß-Benrath. Die Entstehung der Großgemeinde erfolgte in der Amtszeit des Benrather Bürgermeisters Julius Melies (1906–1926). Diesem folgte 1926–1929 als letzter Erich Custodis.
Durch die erfolgreiche Entwicklung von Groß-Benrath ab Mitte des 19. Jahrhunderts mit hohem Steueraufkommen für die Gemeinde, gab es ab der Jahrhundertwende Überlegungen, Stadtrechte zu erlangen. Es wurde deshalb unter anderem der Bau eines repräsentativen Rathauses geplant. Bis 1890 wurde als Rathaus ein Gebäude im Bereich Hildener Straße/Paulistraße und bis 1908 ein Gebäude an der Urdenbacher Allee/Hildener Straße verwendet. Durch den Bau des neuen Rathauses 1906 an der Benrodestraße wurden die Wünsche nach Stadtrechten untermauert.
Gleichzeitig waren einige Gemeinden bestrebt, den Verbund Groß-Benrath zu verlassen. Nach dem Ausscheiden der Gemeinde Wersten 1908 folgte Himmelgeist am 8. Februar 1909. Groß-Benrath bestand damit nun aus folgenden drei Landgemeinden: Benrath, Itter-Holthausen sowie Urdenbach. Im Detail waren dies folgende zusätzliche Gemeindeteile, die zu Benrath gehörten: Hassels, Holthausen, Itter, Niederheid, Oberheid, Paulsmühle, Reisholz, Rittersberg und Urdenbach. Die Gemeinde Garath mit Hellerhof war, wie bereits erwähnt, innerhalb der Bürgermeisterei Benrath bis 1929 eine selbständige Gemeinde und hatte dadurch einen Sonderstatus. Dieser betraf auch die Entsendung der Abgeordneten für die Bürgermeisterversammlung. Der damalige Rittergutbesitzer in Garath, Rittmeister a. D. Alhard von Burgsdorff, war und blieb ohne Wahl Abgeordneter. Hinzu kam für Garath ein gewähltes Mitglied.
Anfang der 1920er Jahre wurde der Plan für die Anlegung eines großen Industriehafens im Bereich des Alten Rheins in Urdenbach erstellt. Bestandteil dieses Planes war die Eingemeindung von Groß-Benrath und der Gemeinden Monheim und Baumberg nach Düsseldorf. Der Plan wurde nicht ausgeführt und die Eingemeindung von Benrath erfolgte erst einige Jahre später.
1929 wurde Groß-Benrath im Rahmen der Neugliederung der Regierungsbezirke Düsseldorf, Münster und Arnsberg trotz heftigen Widerstands der Benrather nach Düsseldorf eingegliedert. Als Zugeständnis wurden den Benrather Bürgern von der Stadt Düsseldorf laut Verfügung vom 8. Oktober 1929 ein gesonderter Verwaltungsbeirat und eine eigene Verwaltungsstelle zugebilligt. Die so erlangten Sonderrechte, die teilweise bis heute noch gelten, sind beispielsweise eine eigene Bezirksvertretung, eine eigene Bundesagentur für Arbeit und ein eigenes Standesamt.

### Entwicklung der Industrie
Mit der Eröffnung der Eisenbahnstrecke Düsseldorf-Deutz am 15. Dezember 1845 und des Bahnhofs Benrath begann die Umwandlung der dörflichen Struktur zu einem Industrieort. Während es 1823 im Gemeindegebiet nur die Faßfabrik Bünger gab, änderte sich dies nun. Bis um 1890 hatten sich 17 Betriebe, 1908 47 Betriebe mit 6.438 Mitarbeitern und 1928 vor der Eingemeindung 52 Betriebe mit 12.133 Arbeitnehmern in Groß-Benrath angesiedelt.
Mit fortschreitender Industrialisierung infolge weiträumiger verkehrstechnischer Erschließung (Eisenbahn, elektrifizierte Nahverkehrsnetze) siedelten sich Ende des 19. Jahrhunderts vornehmlich in den Ortsteilen Holthausen, Reisholz und Paulsmühle (der Teil Benraths südöstlich des Bahndamms Köln-Düsseldorf, damals Teilstrecke der bis 1879 privaten „Cöln-Mindener Eisenbahn-Gesellschaft“) Industriebetriebe an, von denen einige bald Weltgeltung erlangten:
- das Röhrenwalzwerk „Balcke & Co.“ (1874 gegr. v. Balcke und H. A. Flender), das 1899 zu „Balcke, Tellering & Co.“ fusionierte
- das Brücken- und Stahlbauunternehmen „Hermann August Flender“ (1901; Stammwerk 1931 an „Hein, Lehmann & Co. AG“ in Oberbilk verkauft, das Gelände von „Capito & Klein“ übernommen); dieses Unternehmen baute z. B. die Hamburger Elbbrücken und die Stahlkonstruktion für das Kuppeldach der Düsseldorfer Tonhalle, als diese noch ein Planetarium war.
- die Feinblechfertigung „Capito & Klein“ an der Telleringstraße (gegründet 1876; wurde 1938 ein Krupp-Unternehmen; Tafelblechfertigung an der Telleringstraße (Walzwerk I) 1976 eingestellt); Krupp-Walzwerk II 1955 an der Hildener Straße eröffnet (Krupp-Stahl-Nirosta-Produktion). 2012 wurde das Walzwerk durch Verkauf zum Outopumku-Nirosta Walzwerk. Am 23. September 2016 endete der Betrieb des Walzwerks in Benrath und Maschinen und Anlagen wurden zum Parallelwerk in Krefeld verlagert.[33]
- die „Benrather Maschinenfabrik“ (1896) mit ihrer weltweit führenden Kranproduktion, v. a. elektrische Hafen-Lauf- und -Drehkräne mit AEG-Elektromotoren. Durch Fusion mit zwei auswärtigen Unternehmen (1910) entstand daraus die „Deutsche Maschinenfabrik AG“ (Demag), die sich 1926 mit Thyssen & Co. zusammenschloss. In deren Nachfolge produziert heute an gleicher Stelle die „Gottwald Port Technology“ als eines der weltweit führenden Unternehmen für mobile Hafenkrane, deren Großteile über den Reisholzer Hafen in alle Welt exportiert werden. Seit 2006 produziert Gottwald in Zusammenarbeit mit „DEMAG Cranes & Components GmbH“, Wetter a. d. Ruhr, unter der neu gegründeten Düsseldorf-Benrather Holding „DEMAG Cranes AG“, wodurch der alte Gründername DEMAG in Benrath nicht mehr nur als Straßenname existiert.
- die „DEMAG Baggerfabrik GmbH“ (1937–1939 neben dem o. g. DEMAG-Gelände errichtet), 1968 als „DEMAG Bagger und Kran GMBH“, 1979 als „Mannesmann DEMAG Baumaschinen“, 1996 als „DEMAG Komatsu“ weitergeführt, die bis in jüngste Zeit mit Weltneuheiten (u. a. jeweils größter Teleskopkran, Raupenkran, Hydraulikbagger) aufwartete. Der Name DEMAG – wie zuvor der Name Mannesmann – ist mit der vollständigen Übernahme durch die Benrather „Komatsu Mining Germany“ (1999) in diesem Unternehmensbereich erloschen.
- die 1876 in Aachen gegründete Firma Henkel zog 1878 nach Düsseldorf und begann 1900 mit der Produktion von Waschmitteln in Holthausen. Mit der Entwicklung des ersten Vollwaschmittels Persil 1907 und dem Beginn der Produktion von Klebstoffen 1922 wurde der Grundstein für den heutigen weltweit tätigen Konzern gelegt.

Dies brachte, ebenso wie durch die Entstehung des Industrieterrains Reisholz, eine erhebliche Bevölkerungszuwanderung für Benrath. Durch das Anlegen eines befestigten Marktplatzes in der Nähe der Pfarrkirche entstand ein zusammenhängender Ortskern mit einer Hauptgeschäftsstraße (die ursprüngliche Dorfstraße, 1908 in Mittelstraße und seit der Eingemeindung nach Düsseldorf 1929 in Hauptstraße umbenannt; heute Fußgängerzone).
Weiterhin entstanden Arbeiter-Siedlungen (vor allem an der Paulsmühle), aber auch Unternehmervillen (im Bereich westlich des Schlosses zum Rhein hin) sowie Beamten- und Angestelltenwohnungen (im Zentrum, rund um den Marktplatz).
Besonders die weitgehend erhaltene Jugendstilbebauung rund um das alte Rathaus in der Benrodestraße und der Sophienstraße mit vielen denkmalgeschützten Gebäuden ist sehenswert.
Mit der Umstrukturierung der Fertigungstechnik durch die Elektronik, der Spezialisierung und Konzentration der Fertigung an möglichst wenigen Standorten erfolgte ab Ende des 20. Jahrhunderts allerdings ein Verlust von Arbeitsplätzen in allen Bereichen der Industrie. Dies führt auch im ehemaligen Gemeindebereich Groß-Benrath zum Abbau von Arbeitsplätzen, Verlagerung der Fertigung nach anderen Standorten und den dadurch sich bedingten Auflösungen von Firmen.

### Wappen
Das aktuell noch verwendete Benrather Wappen wurde von Adolf Matthias Hildebrandt geschaffen und 11. Februar 1910 von der damaligen Bürgermeisterversammlung angenommen.
Blasonierung (Beschreibung): Im durch einen roten Wechselzinnenbalken geteilten silbernen (weißen) Schild oben ein blaugekrönter und -bezungter roter Löwenkopf; unten ein liegender rechtsgerichteter blauer, vierfach gezackter Blitz.
Bedeutung: Der Löwenkopf und der Wechselzinnenbalken sind abgeleitet vom Wappen der Grafen und Herzöge des Herzogtums Berg, die mehrere Jahrhunderte die Gegend regierten. Der Blitz symbolisiert das 1906 erbaute Kraftwerk Reisholz, welches früher zur Großgemeinde Benrath gehörte; das zeitweise größte Steinkohlekraftwerk der Welt.

## Benrather Linie – Sprachengrenze
In den Sprachwissenschaften hat sich der Begriff der Benrather Linie als Bezeichnung für die Isoglosse machen–maken eingebürgert. Entlang dieser östlich in Richtung Berlin laufenden Linie wird das Dialektkontinuum der kontinentalen westgermanischen Sprachen in die niederfränkischen, niederdeutschen und die hochdeutschen Sprachen eingeteilt.

## Kirche und Religion

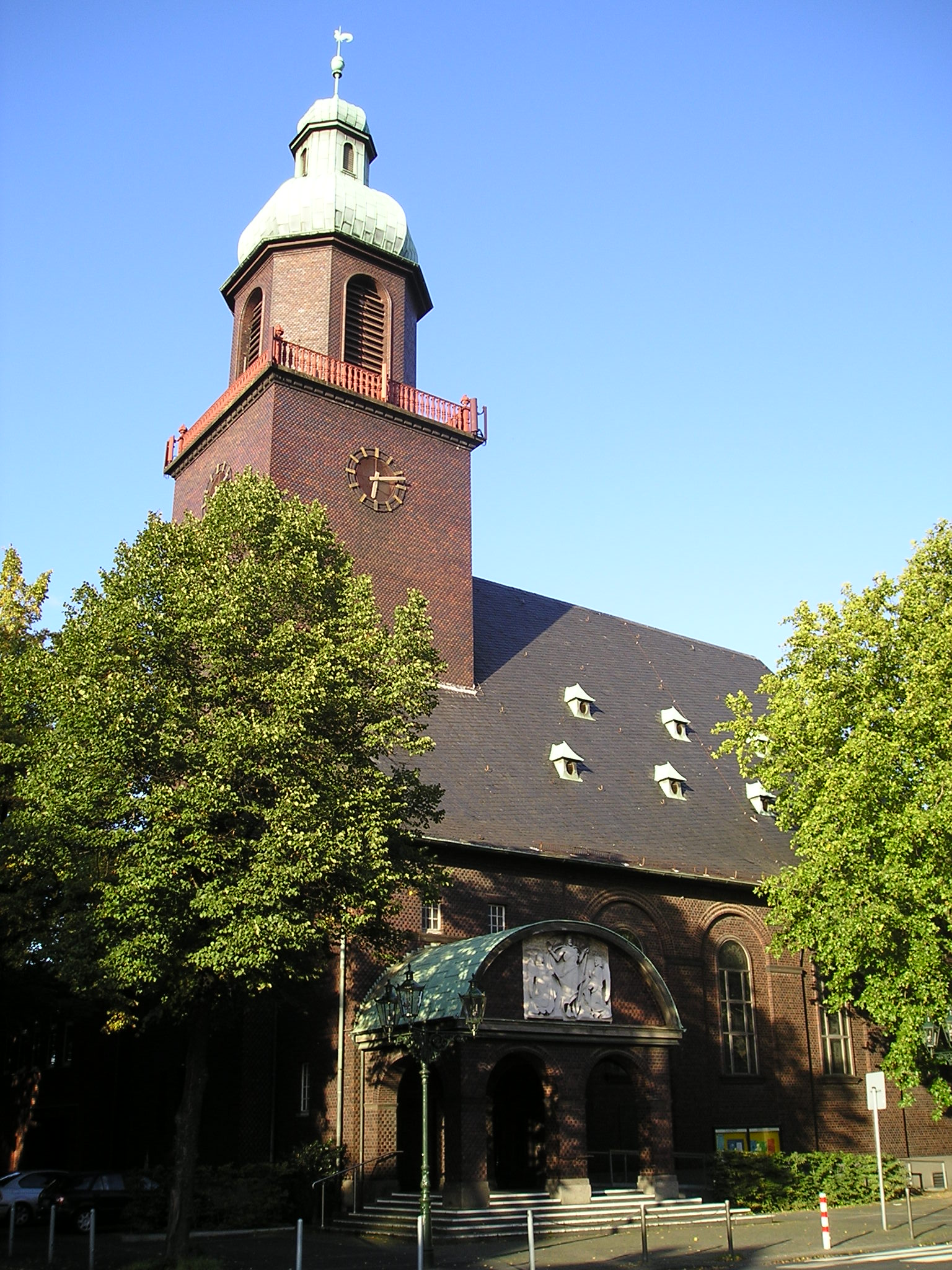
Dankeskirche

Die Geschichte des kirchlichen Lebens in Benrath reicht vermutlich bis ins Jahr 1005 zurück, als an der Stelle der heutigen katholischen Pfarrkirche St. Cäcilia ein erster steinerner Kirchbau errichtet wurde. Dieses Datum ist allerdings umstritten und geht auf einen Fund des damaligen Pfarrers Ferdinand Heubes aus dem 19. Jahrhundert zurück. Er hatte den alten Stein, vermutlich aus der Apsis des ersten Baus beim Abriss der romanischen Kirche 1822 gefunden und deutete dessen Inschrift entsprechend. Den Beweis seiner Richtigkeit blieb er schuldig.
Die älteste Urkunde mit einem Hinweis auf eine Kirche in Royde ist von Ende des 13. Jahrhunderts. Urkundlich angeführt wird auch ein Pfarrer mit Namen Everard aus Rayde 1368. Wenn die erste Kirche in Benrath vielleicht auch erst später als Anfang des 11. Jahrhunderts entstanden sein sollte, so hat es sich um eine kleine romanische Kirche gehandelt, deren Turm noch bis ins Jahr 1929 vor jenem der heutigen Kirche gestanden hat. Das romanische Schiff wurde 1822 durch einen klassizistischen neuen Bau ersetzt. Dieser Bau war auf Betreiben von Pfarrer Heubes (Pfarrer in Benrath von 1804 bis 1863) errichtet worden.
Nachdem durch die fortschreitende Industrialisierung und dem Anstieg der Bevölkerung auch diese Kirche zu klein geworden war, entschloss man sich Anfang des 20. Jahrhunderts zum kompletten Neubau und errichtete von 1901 bis 1903 die heutige neugotische Kirche. Am 11. September 1902 wurde in der noch nicht fertiggestellten neuen Kirche der erste Gottesdienst abgehalten. Darauf folgte ab 15. September 1902 der Abriss des alten Kirchenschiffs von 1822. Man erkannte aber schon damals den Wert des romanischen Turmes und ließ diesen stehen. Es entstand so diese bereits beschriebene Doppeltürmigkeit, die lange Jahre eines der Wahrzeichen von Benrath werden sollte. 1929, unmittelbar nach der unfreiwilligen Eingemeindung nach Düsseldorf, wurde sie Opfer des stärker werdenden Verkehrs.
In der Zeit nach der Reformation wurde auf Weisung des Herzogs Wolfgang Wilhelm für sieben Jahre (1609–1616) in ihr der reformierte Glaube gepredigt. Nach seiner Rückkehr zum Katholizismus veranlasste der Herzog im Jahre 1616 die Rückgabe des Gotteshauses an die katholische Gemeinde. Die Reformierten zogen sich danach unter ihrem Pfarrer Thomas Kohlhagen ins benachbarte Fischer- und Flößerdorf Urdenbach zurück. Dort wurde dann die Entwicklung ihrer Gemeinde durch den Zuzug von Glaubensflüchtigen aus den zu der Zeit noch spanisch beherrschten Niederlanden begünstigt. Die in Urdenbach errichtete barocke Predigtkirche ist bis heute erhalten und diente auch den Benrather Protestanten bis zum Bau der Dankeskirche in der Weststraße (1915). Das starke Wachstum der evangelischen Kirchengemeinde führte 1962–1964 zum Bau der Anbetungskirche in Hassels.
Die katholische Gemeinde gehört zum Erzbistum Köln, die evangelische Gemeinde zur Evangelischen Kirche im Rheinland.
Bis 1938 gab es in Benrath auch eine kleine jüdische Gemeinde, ihre Synagoge lag in einem Hinterhof in der Friedhofstraße.

### Wallfahrtsort

Schwarze Muttergottes

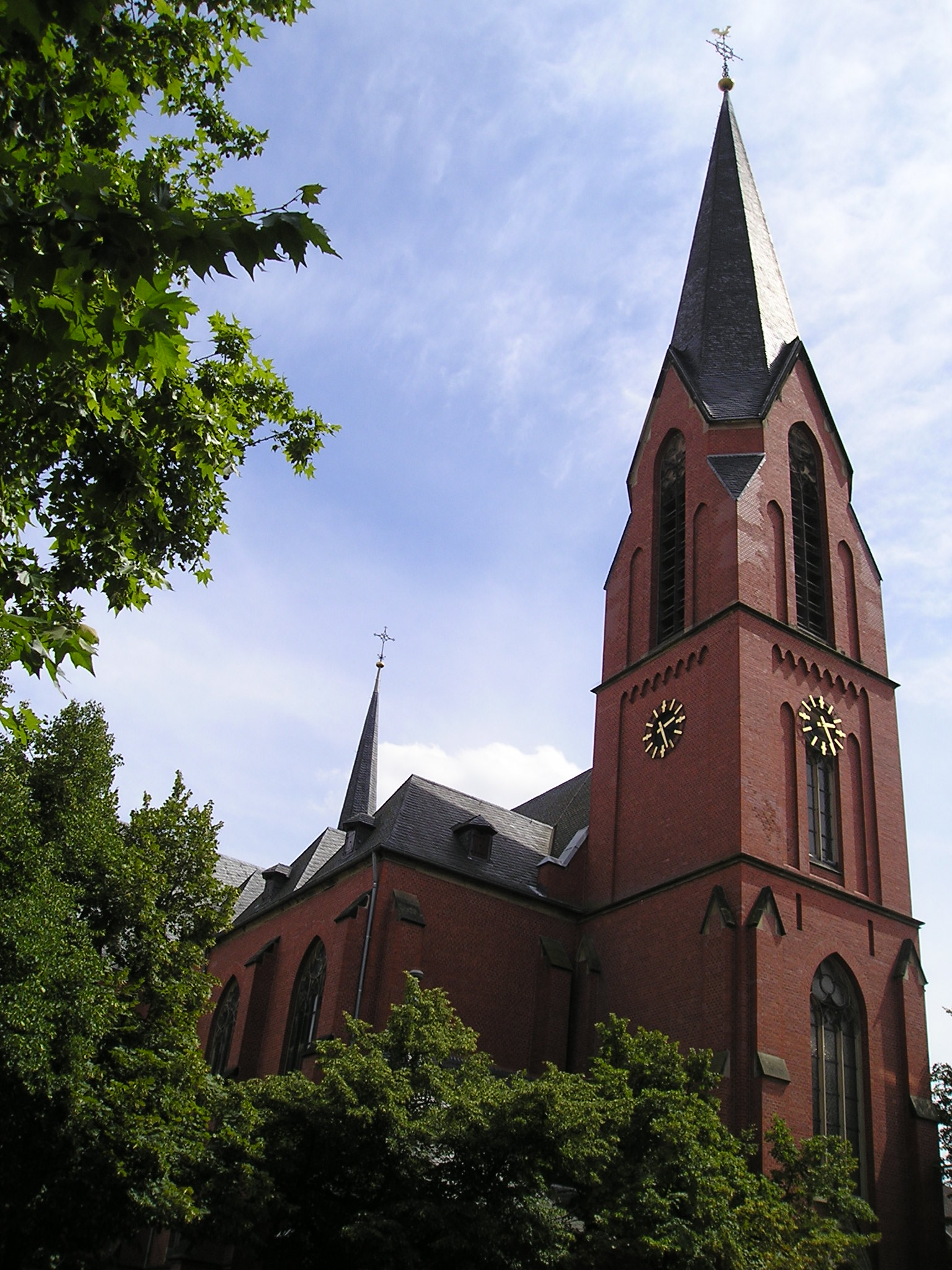
Pfarrkirche St. Cäcilia

In der heutigen katholischen Pfarrkirche St. Cäcilia wird das sog. „Gnadenbild der Schwarzen Muttergottes von Benrath“ aufbewahrt, das durch Pfalzgraf Philipp Wilhelm (1615–1690) und seine zweite Frau Elisabeth Amalie Magdalene (1635–1709) als Kopie der Marienstatue von Einsiedeln in der Schweiz nach Benrath kam. Das Fürstenpaar war dem katholischen Glauben und insbesondere der Marienfrömmigkeit sehr verbunden. Der Legende nach hatten sie die Benrather Bevölkerung von einer Marienerscheinung und einem nicht erklärbaren Gesang im Wald (am heutigen „Schwarzen Weg“ zwischen Hildener Straße und Urdenbach) erzählen hören. Beide überzeugten sich von der Richtigkeit dieses Berichtes und ließen an der Stelle der Erscheinung 1677 eine Kapelle für die Marienstatue errichten. Die vom Kölner Bischof Paul von Aussem geweihte Kapelle erlebte sofort einen so großen Andrang an Wallfahrern, dass dem dort tätigen Vikar Kapuziner aus dem Kloster Noven (Haus Einsiedel an der Hildener Straße, 1934 abgerissen) zur Seite gestellt wurden. Über 200 Jahre lang zog am Fest Mariä Heimsuchung am 2. Juli eine Prozession von St. Lambertus in Düsseldorf zur „schwarzen Muttergottes“ in Benrath.
Gegen Ende ihres Bestehens wurde die Residenz mit Düsseldorfer Kapuzinern besetzt. Ein erster Säkularisationsversuch vom 14. Oktober 1803 scheiterte allerdings, weil der Düsseldorfer Guardian die Aufnahme Benrather Mitbrüder wegen akuten Platzmangels als unmöglich ablehnte. Der zweite Versuch vom 8. November 1803 scheiterte dann an der Haltung Herzog Wilhelms, dem das Herzogtum Berg von der regierenden Linie des Kurhauses als Apanage zugewiesen worden war, und der den Fortbestand der Residenz unterstützte, was immerhin einen zweijährigen Aufschub des letztlich Unvermeidlichen bedeutete. Schließlich verfügte die kurfürstliche Regierung in München am 10. Dezember 1805 endgültig die Aufhebung der Kapuzinerresidenz und entgegnete Herzog Wilhelm, wenn dieser an seiner Schlosskapelle in Benrath auch weiterhin Geistliche wünsche, könnten diese nicht mehr aus der nahen Residenz kommen, sondern müssten von ihm selbst unterhalten werden. Der endgültige Aufhebungsbefehl ließ allerdings noch solange auf sich warten, bis der Regierungswechsel zu Joachim Murat vollzogen war. So hatten die Kapuziner Benrath bereits am 26. Mai 1806 verlassen, waren nach wenigen Tagen auf Geheiß des Herzog Wilhelms zurückgekehrt und dann am 2. Juli endgültig des Ortes verwiesen worden.
In der Franzosenzeit (ab 1806) wurde die von den Benrathern sogenannte „schwarze Kapelle“ im Zuge der allgemeinen Säkularisation als Soldatenkneipe missbraucht und schließlich abgerissen. Der 1959 am Schwarzen Weg wiedergefundene Grundstein der alten Kapelle ist in der Marienkapelle der Pfarrkirche St. Cäcilia zu besichtigen. Das Gnadenbild hatte gerettet werden können, es war von den Patres rechtzeitig vergraben worden. Pfarrer Heubes ließ es dann 1806 in der Pfarrkirche aufstellen. Noch heute tragen die Benrather an jedem zweiten Oktobersonntag das Gnadenbild von der Pfarrkirche auf die parkseitige Schlossterrasse und dann weiter – in einer feierlichen Lichterprozession – rund um den Spiegelweiher des Schlossparks.

## Sehenswürdigkeiten

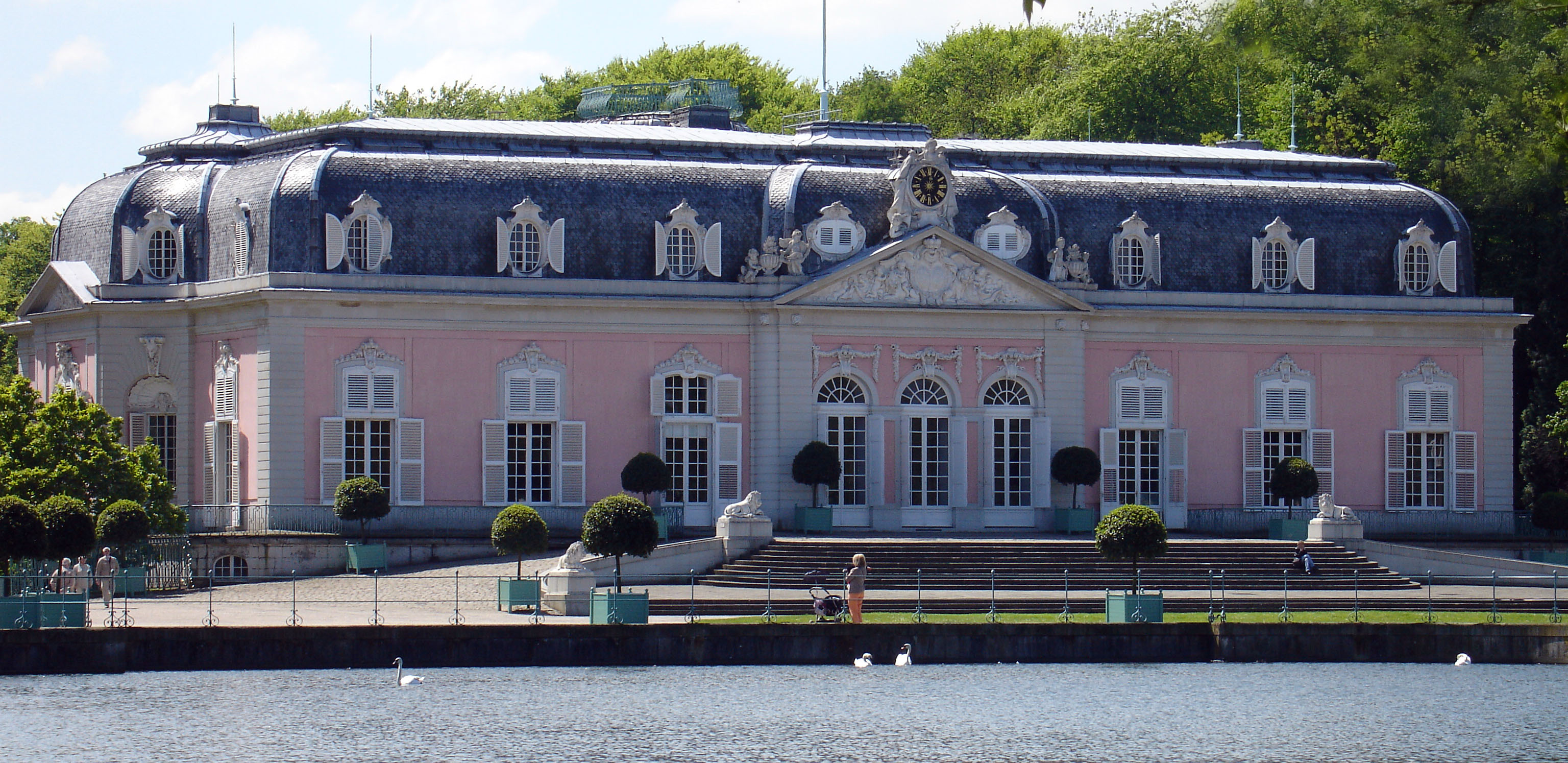
Schloss Benrath

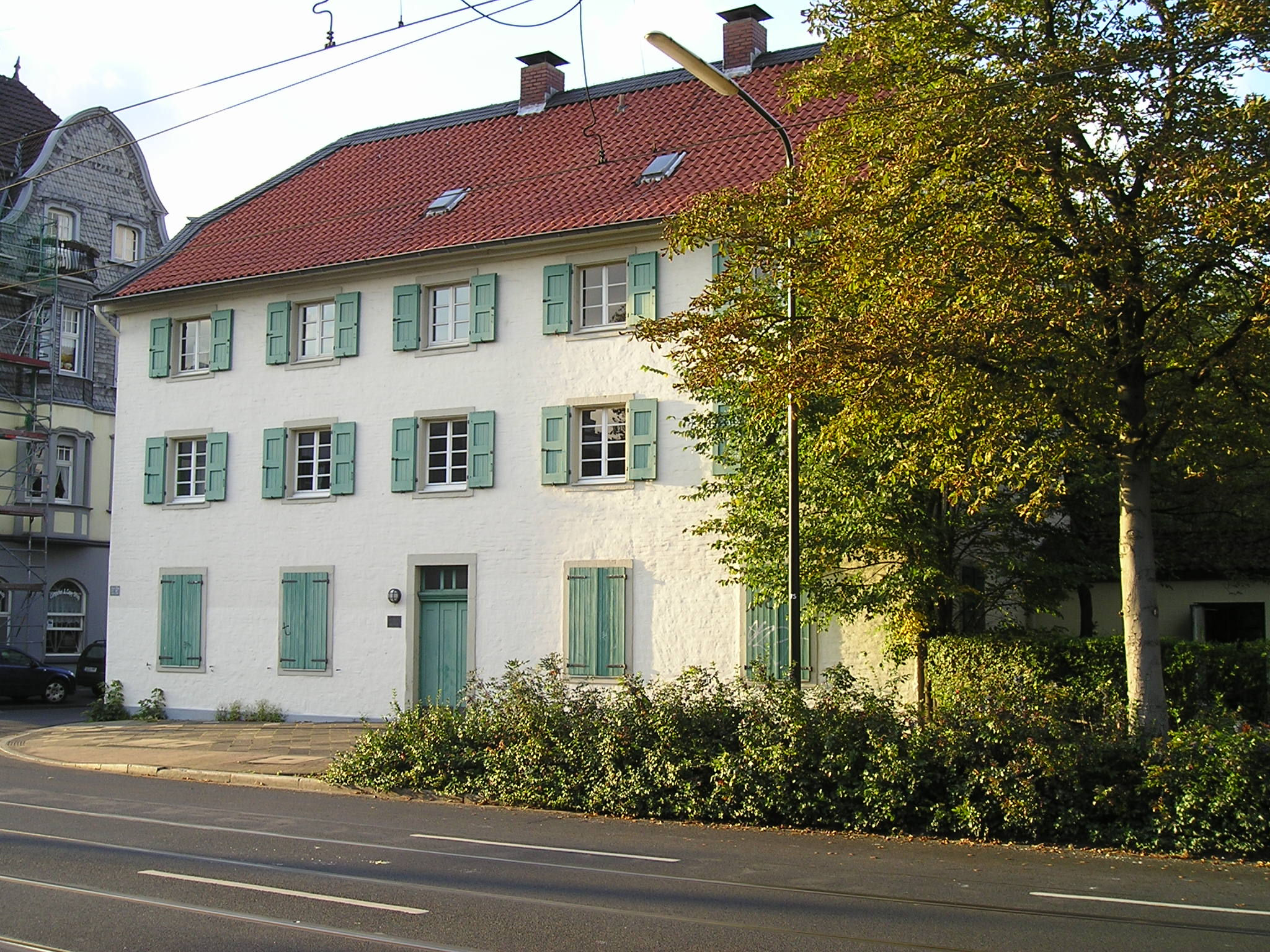
Haus Spilles

Nordwestlich der Hauptstraße in Benrath liegt das ehemalige Jagd- und Lustschloss des pfälzischen Kurfürsten Karl Theodor im Rokokostil (1756–1770), später preußisches Königsschloss, das Schloss Benrath mit seiner ausgedehnten Parkanlage. Diese erstreckt sich bis zum Rheinufer. In den Nebengebäuden des Schlosses sind mehrere Museen untergebracht. Das Schloss ist quasi die etwas kleinere Ausführung des Schwetzinger Schlosses und war die Sommerresidenz des Kurfürsten.

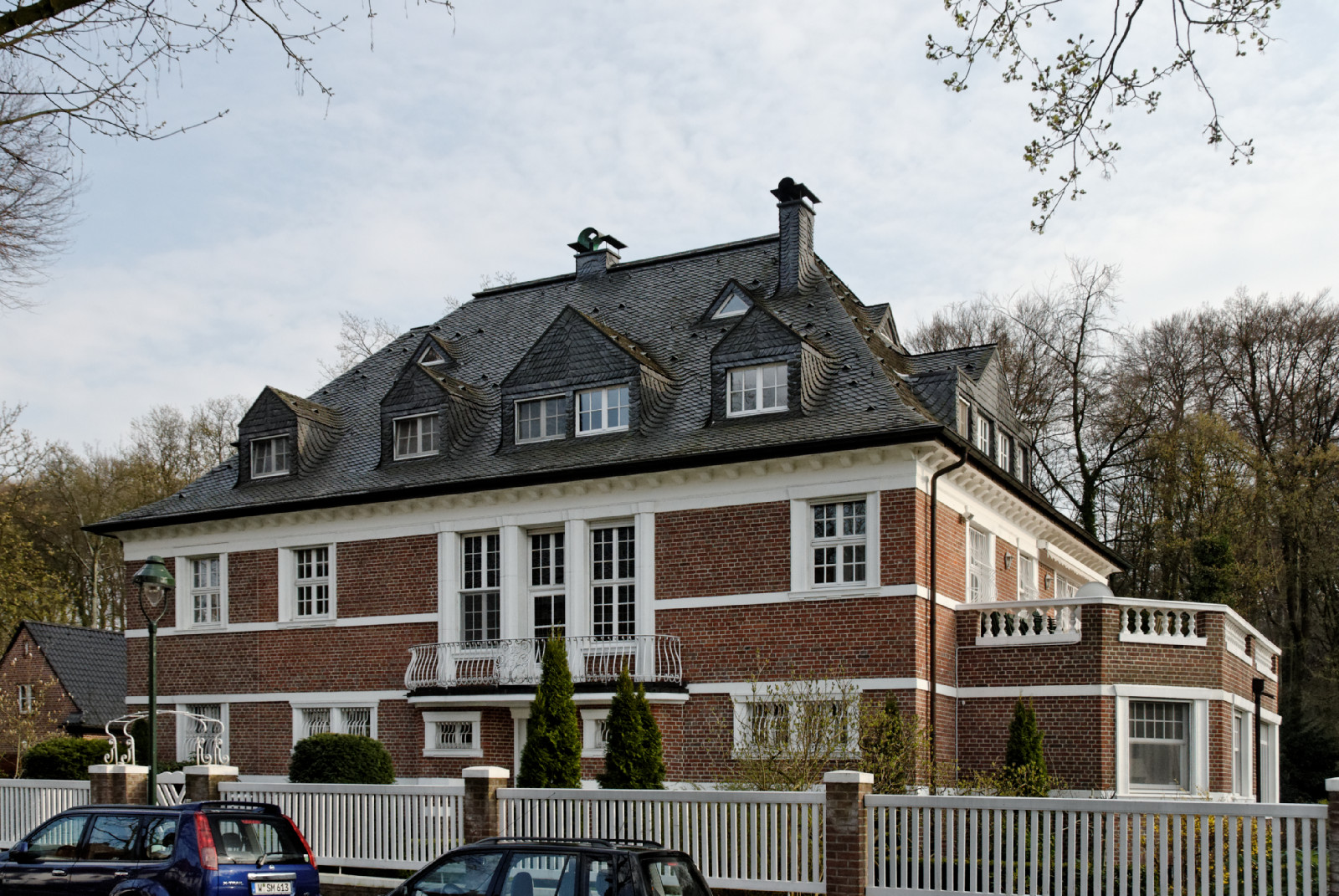
Wohnhaus Meliesallee 7

Sehenswert sind ferner u. a. das Rathaus der ehemals selbständigen Gemeinde Benrath (1906, im sog. Weserrenaissance-Stil, durch Walter Furthmann errichtet), die evangelische Dankeskirche (1914–1915, neubarock, durch Friedrich Pützer und Lyonel Wehner errichtet) sowie die katholische St.-Cäcilia-Kirche (1901–1903, neugotisch, durch Wilhelm Sültenfuß errichtet). Die St.-Cäcilia-Kirche ist der dritte Sakralbau an dieser Stelle. Sie ist Nachfolgebau einer klassizistischen Kirche, die wiederum der Nachfolgebau einer romanischen Kirche war. Im Pflaster der Hauptstraße ist vor der St.-Cäcilia-Kirche die Stelle markiert, an der bis 1929 der romanische Kirchturm gestanden hat.
Weiterhin sind die alte Posthalterei „Haus Spilles“ (um 1800 errichtet, heute Jugendkulturzentrum) und zahlreiche Gründerzeitbauten im Bereich der Benrather Schlossallee, der Sophienstraße, der Benrodestraße, der Meliesallee und der Görresstraße beachtlich.

## Öffentliche Einrichtungen

Krankenhaus Benrath

Das 1892 in Benrath an der Hospitalstraße in Betrieb genommene Krankenhaus Benrath wurde 1961 in einen Neubau an der Urdenbacher Allee verlegt und 1999 und 2004 erweitert. Weitere Einrichtungen sind das Seniorenzentrum Benrath an der Kolhagenstraße und das Stadt- und Freibad Benrath an der Regerstraße.

## Regelmäßige Veranstaltungen

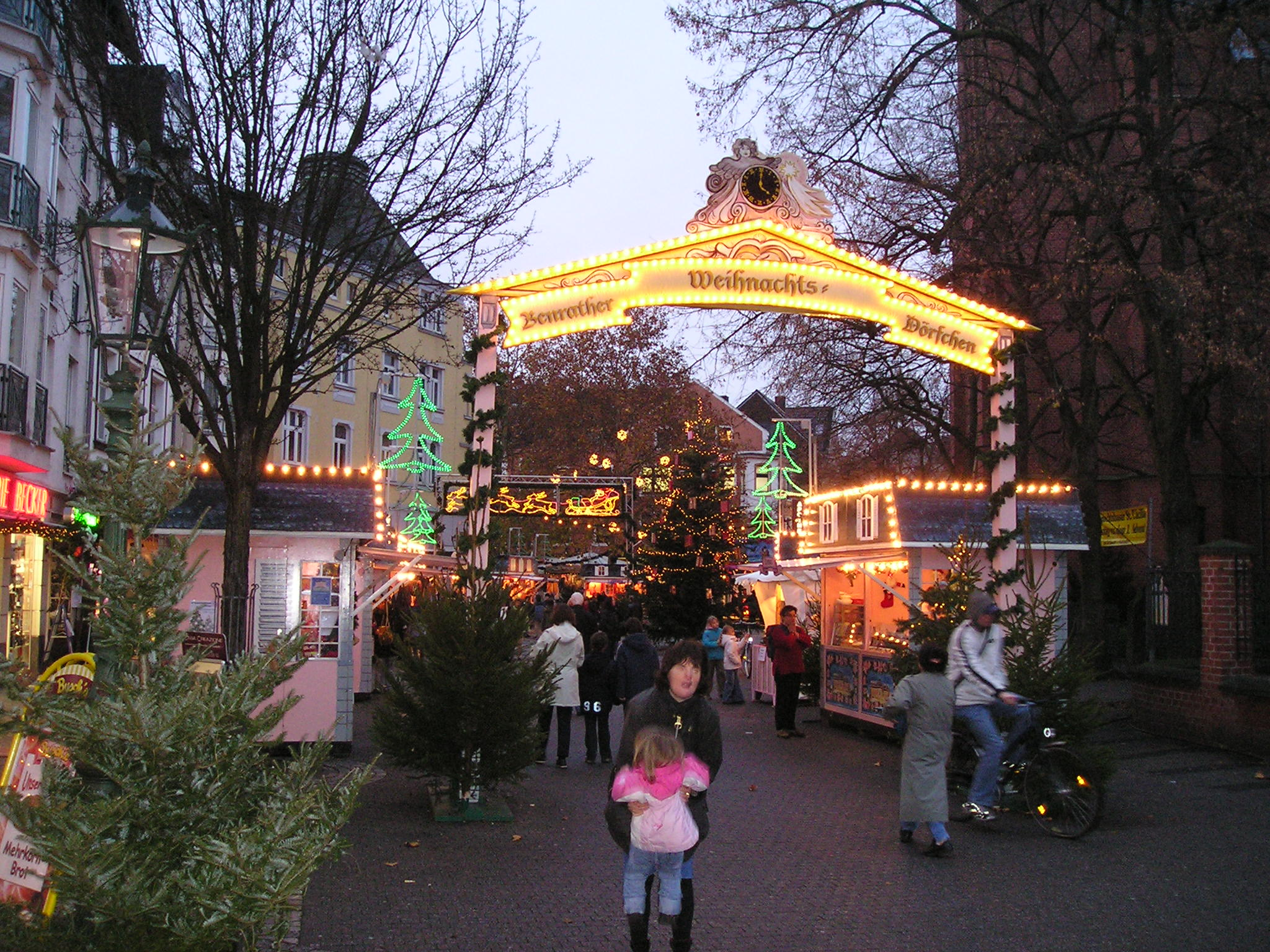
Weihnachtsmarkt 2007

### Juli
- Am ersten Sonntag im Juli findet an vier Tagen das Benrather Schützenfest statt.

### August
- Am ersten Wochenende im August findet die Benrather Bierbörse an drei Tagen statt.
- An einem Samstag im August findet das Düsseldorfer Mopped-Schützen-Treffen statt, eine Benefizveranstaltung zugunsten des Kinderhospiz Regenbogenland.[42][43]
- Schlossparkkonzerte, organisiert durch die Heimatgemeinschaft Groß-Benrath e. V.

### September
- Am zweiten Wochenende im September findet die traditionelle Prummekirmes in der Benrather Fußgängerzone statt.[44]

### Oktober
- Am zweiten Sonntag im Oktober findet eine Lichterprozession durch den Schlosspark rund um den Spiegelweiher mit dem Gnadenbild der „Schwarzen Muttergottes von Benrath“ statt.

### November und Dezember
- Adventsmarkt und Weihnachtsmarkt

## Schulen

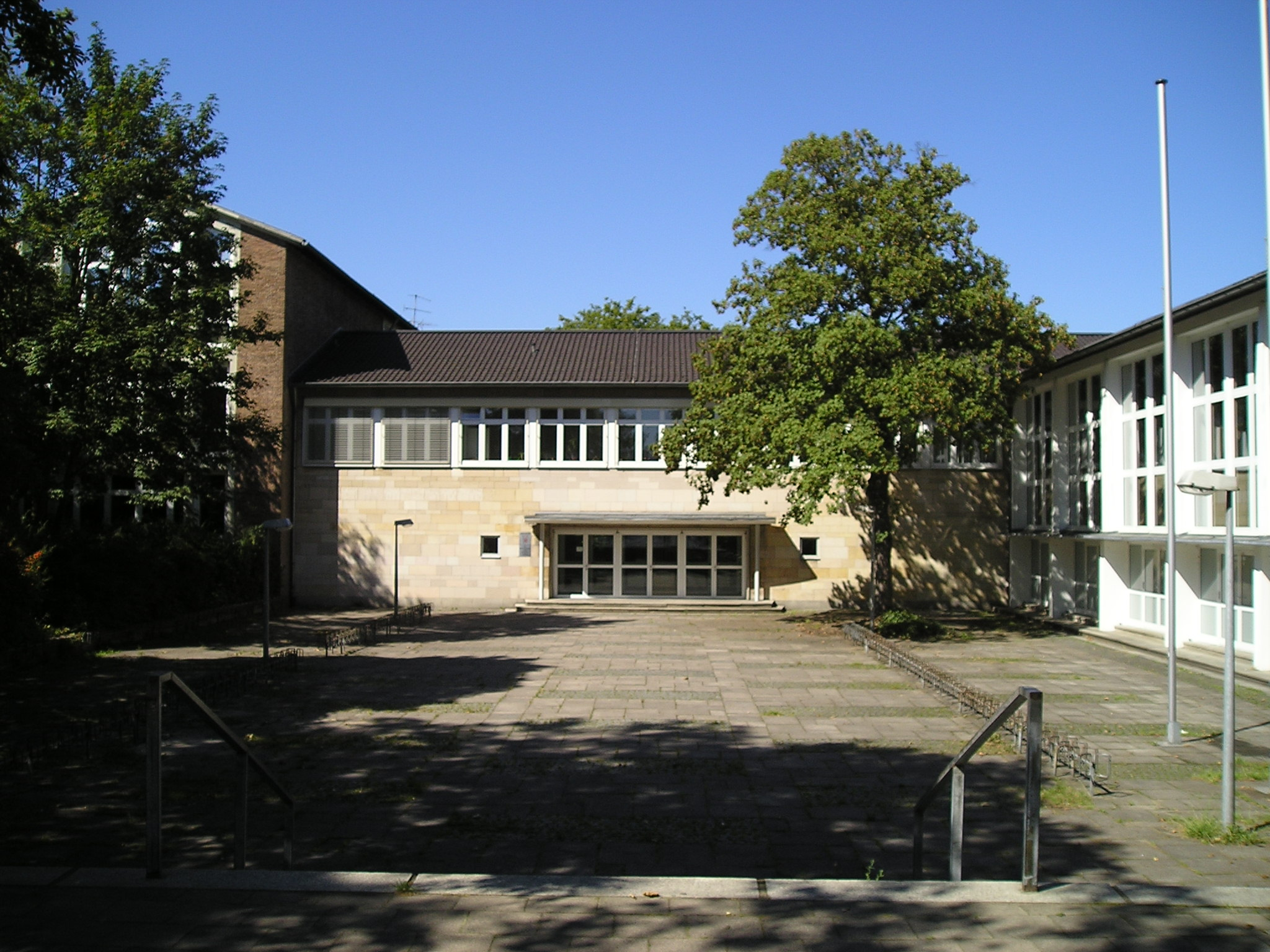
Annette-von-Droste-Hülshoff-Gymnasium

- Annette-von-Droste-Hülshoff-Gymnasium
- Schloß-Gymnasium Benrath
- Realschule Benrath[45]
- Gemeinschaftshauptschule Benrath[46]
- Bekenntnisgrundschulen: Katholische St. Cäcilia-Schule[47] und Katholische Grundschule Einsiedelstraße[48]
- Gemeinschaftsgrundschule Schloss Benrath[49]

## Sportvereine
- TSG Benrath 1881 e. V.
- Ruder-Gesellschaft Benrath 1908 e. V.
- Sportgemeinschaft Benrath-Hassels 1910/12 e. V.
- Tennisclub Benrath 1912 e. V.
- VfL Benrath 06 e. V.
- Schützenbruderschaft St. Cäcilia Benrath e. V. von 1553
- DEC Devils e. V. – Dameneishockey in Düsseldorf
- TTC Benrath 1983 e. V. – Tischtennisclub Benrath
- SFD'75 Düsseldorf – Judoabteilung in Benrath

## Sportstätten
- Sparkassen-Eissporthalle, Stiftung der Stadtsparkasse Düsseldorf, Paulsmühlenstraße 6
- Karl-Hohmann-Stadion, Karl-Hohmann-Straße 70

## Persönlichkeiten
- Marie Sophie von Pfalz-Neuburg (1666–1699), Königin von Portugal
- Maria Anna von Pfalz-Neuburg (1667–1740), Königin von Spanien, Neapel, Sizilien und Sardinien, Herzogin von Mailand
- Hans von Monbart (1838–1898), Generalleutnant
- Ferdinand Freiherr von Wolff-Metternich (1855–1919), Reichstagsabgeordneter
- Wilhelm von Hohenzollern (1864–1927), Oberhaupt des Hauses Hohenzollern-Sigmaringen (1905–1927)
- Hugo Leven (1874–1956), Bildhauer
- Rudolf Erbach (1880–1959), Ingenieur, Schiffbauer und Hochschullehrer
- Werner Freiherr von Fritsch (1880–1939), Generaloberst
- Harry Piel (1892–1963), Regisseur und Schauspieler
- Karl Hohmann (1908–1974), deutscher Fußball-Nationalspieler
- Heinrich Havermann (1909–1971), Hochschullehrer
- Pieter van de Cuylen (1909–1990), Kunstmaler
- Adalbert Klein (1913–1994), Kunsthistoriker, von 1953 bis 1978 Direktor des Hetjens-Museums
- Paul Mebus (1920–1993), Fußballspieler
- Wolfgang Obladen (1924–2000), Oberbürgermeister von Leverkusen
- Irene Markowitz (1925–2010), Kunsthistorikerin, Kustodin von Schloss Benrath
- Nathanael Liminski (* 1985), Politiker bei der CDU

## Wanderwege
In Benrath beginnen beziehungsweise enden folgende markierte Wanderwege des Sauerländischen Gebirgsvereins (SGV.):
- Der Schlösserweg, Wegzeichen X19: Benrath, Bahnhof–Dillenburg in Hessen
- Der Düsseldorfer Weg, Wegzeichen D: Benrath, Schöne Aussicht–Kaiserswerth

## Verkehr

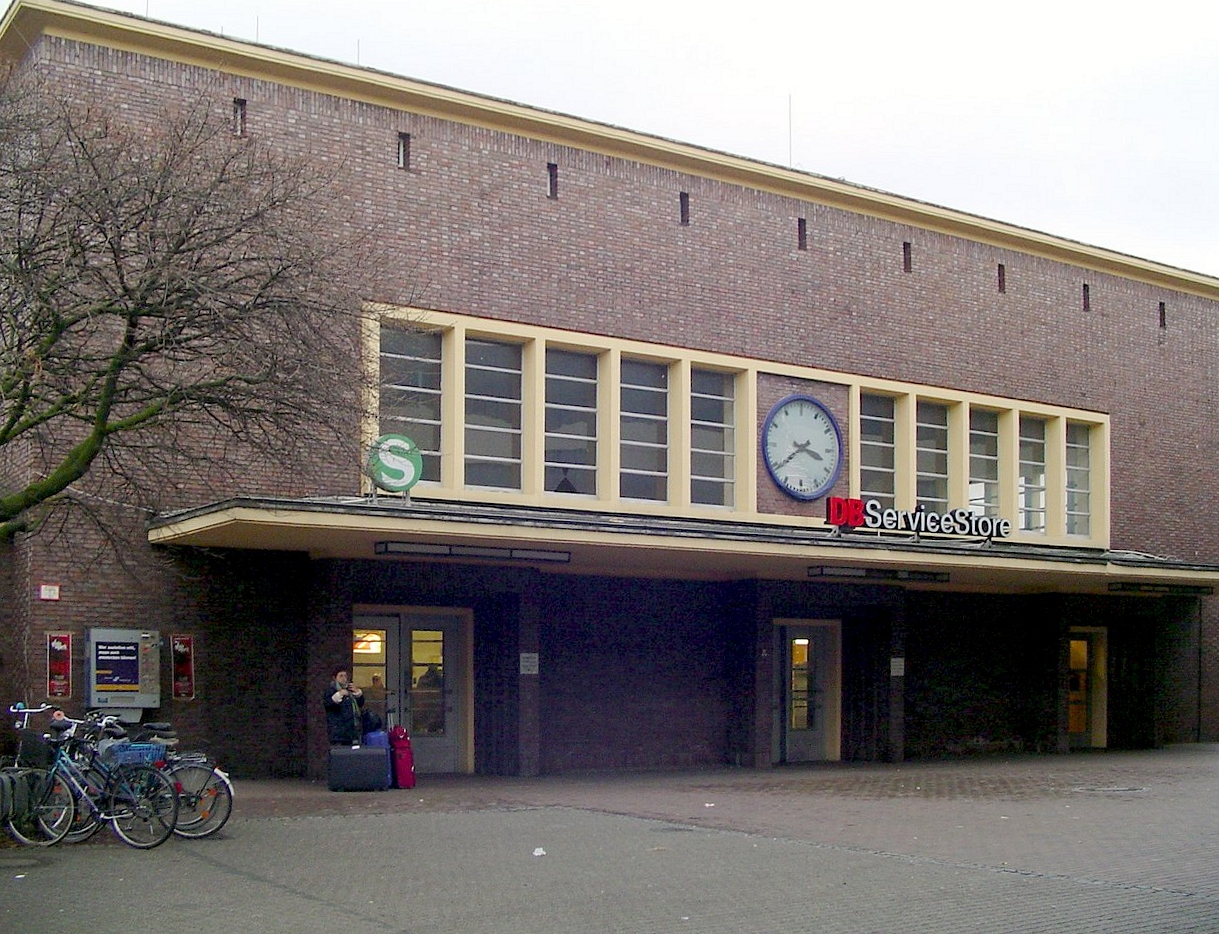
Bahnhof Benrath, Empfangsgebäude

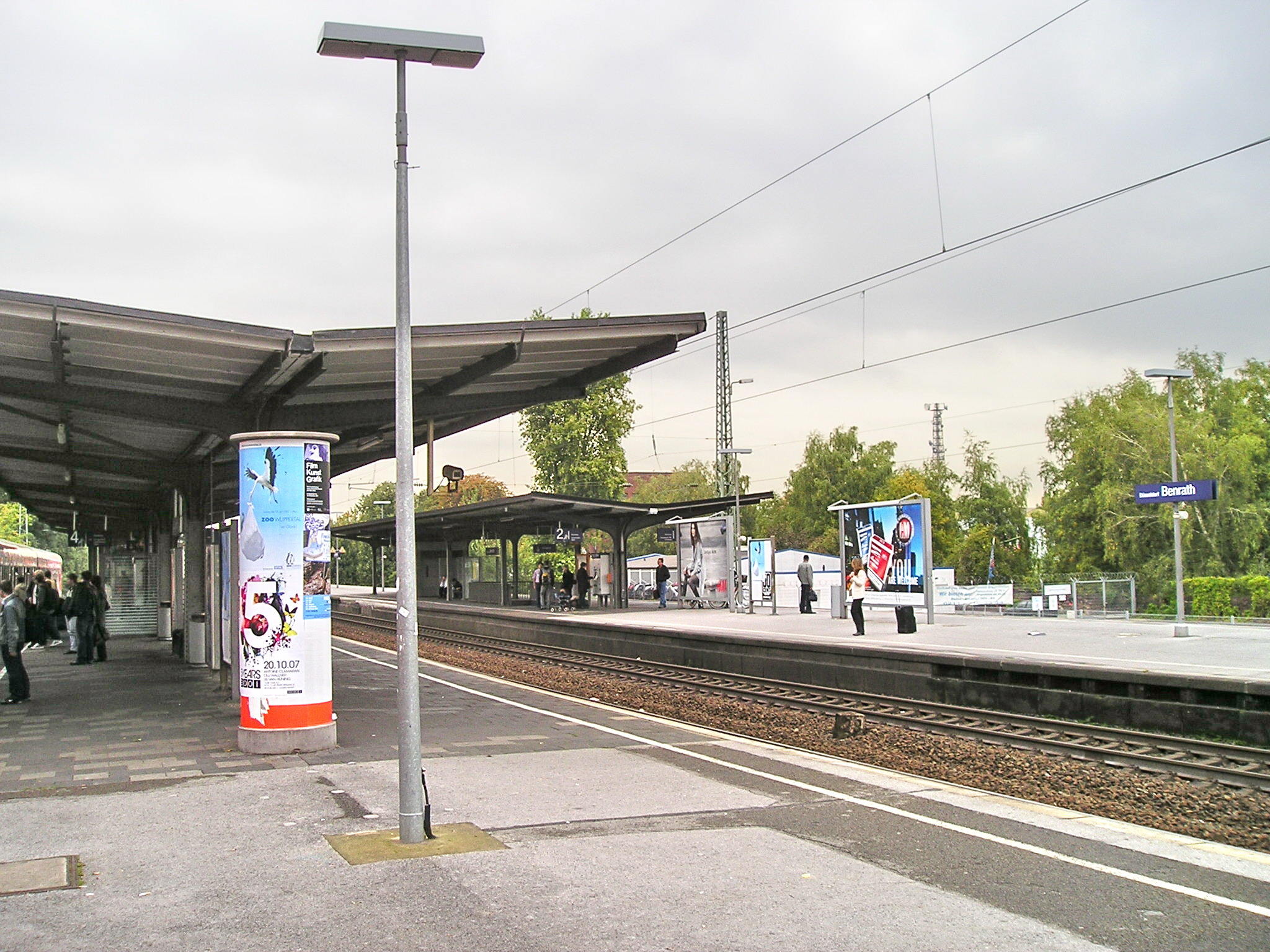
Bahnhof Benrath, Bahnsteige

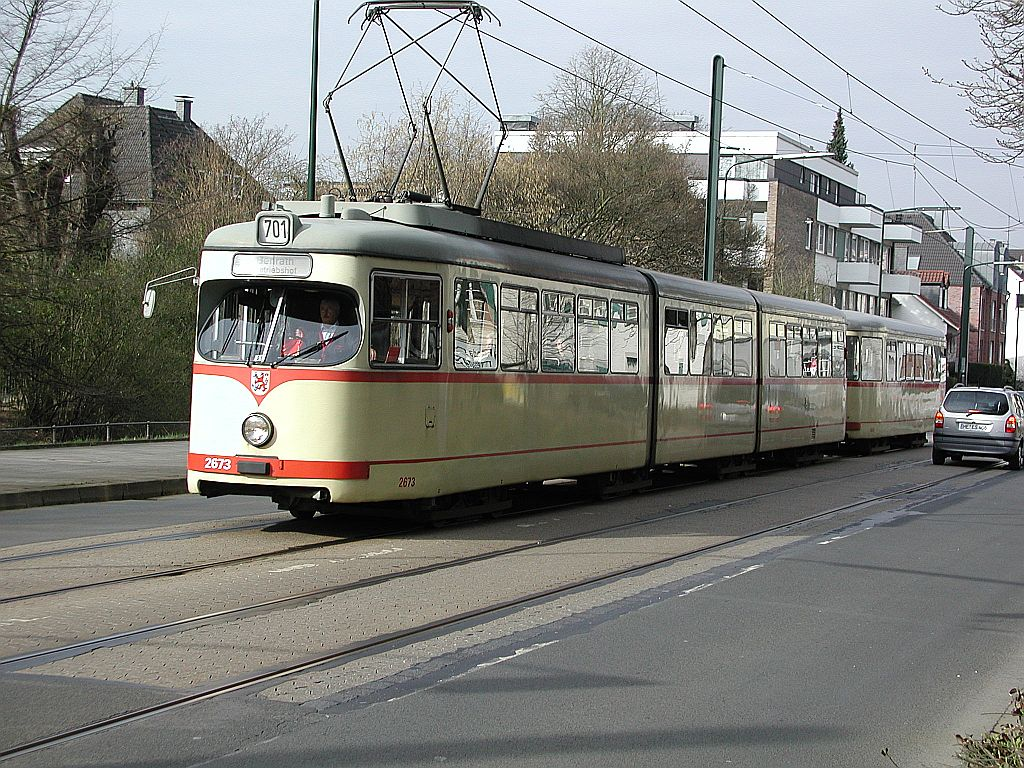
Straßenbahn in Benrath

Benrath besitzt einen Regionalbahnhof an der Bahnstrecke Köln–Duisburg der historischen Köln-Mindener Eisenbahn-Gesellschaft. Der Bahnhof ist ein frühmoderner Klinkerbau aus den 1930er Jahren und der zweite Bahnhof an dieser Stelle. Es verkehren dort Regionalexpress- und S-Bahn-Züge der Linien RE 1, RE 5, S 6 und S 68 der Deutschen Bahn.
Die Stadtbahnlinie U72 der Rheinbahn, verbindet Benrath mit der Düsseldorfer Innenstadt, der Heinrich-Heine-Universität und Ratingen. Ferner verkehren die Buslinien 730 (Urdenbach–Stockum) und 778/779 im Rundkurs nach Garath. Die Linien 784, 788 und 789 verkehren nach Wuppertal bzw. Monheim.
Bis 1962 verkehrte eine meist eingleisige Meterspur-Straßenbahn von Benrath (Beginn in der Paulistraße) über Hilden nach Solingen-Ohligs bzw. nach Haan und Wuppertal-Vohwinkel. Diese Schmalspurbahn ging ursprünglich über Benrath hinaus bis Düsseldorf, Oberbilker Markt, und bildete das sog. „Benrather Netz“, das 1910, also bereits vor der Eingemeindung Benraths, von der Stadt Düsseldorf aufgekauft wurde. Im Bergischen Straßenbahnmuseum in Wuppertal-Kohlfurth ist der Triebwagen Nr. 107 dieser Schmalspurlinie fahrbereit erhalten.
An der Autobahn A 59 gibt es eine Anschlussstelle „Düsseldorf-Benrath“.
Die früher im Frühling und Sommer verkehrenden Personenschiffe auf dem Rhein von Benrath nach Zons fahren aus wirtschaftlichen Gründen nicht mehr.
Als schnelle Verbindung auf die westliche Rheinseite existiert die ganzjährig betriebene Auto- und Personenfähre von Urdenbach am östlichen Rheinufer zur Feste Zons am westlichen Rheinufer.
Der Kulturausschuss der Landeshauptstadt Düsseldorf beauftragte das Stadtarchiv und die Mahn- und Gedenkstätte im März 2018 mit der Überprüfung Düsseldorfer Straßen- und Platzbenennungen. Im Januar 2020 wurde der Kulturausschuss über die Ergebnisse informiert. Unter den zur Umbenennung vorgeschlagenen Straßen fällt auch die seit 1950 benannte Pfitznerstraße in Düsseldorf-Benrath. Der Straßenname wird als schwer belastet und nicht haltbar mit der Begründung aggressiver Antisemitismus und herausragende Stellung im Dritten Reich begründet.